# Λ-układ
λ-układ, układ Dynkina – specjalna rodzina zbiorów mająca zastosowanie przede wszystkim w teorii mnogości, teorii miary i rachunku prawdopodobieństwa.

## Definicja
Niech {\displaystyle X} będzie niepustym zbiorem. Rodzinę zbiorów {\displaystyle {\mathcal {H}}\subseteq 2^{X}} nazywamy λ-układem wtedy i tylko wtedy, gdy
1. {\displaystyle X\in {\mathcal {H}}}
2. {\displaystyle \forall _{A,B\in {\mathcal {H}}}\;[B\subset A\Rightarrow A\setminus B\in {\mathcal {H}}]}
3. {\displaystyle \{A_{1},A_{2},A_{3},\dots \}\subseteq {\mathcal {H}}\ \wedge \ \forall _{n\in \mathbb {N} }\ A_{n}\subseteq A_{n+1}\ \Rightarrow \ \bigcup _{n\in \mathbb {N} }A_{n}\in {\mathcal {H}}}

## Własności
- Przekrój dowolnej liczby λ-układów jest λ-układem[1].